# Peter Moran
Peter Antony Moran (ur. 13 kwietnia 1935 w Glasgow) – brytyjski duchowny rzymskokatolicki, w latach 2003-2011 biskup diecezjalny Aberdeen. 

## Życiorys
Święcenia kapłańskie przyjął 19 marca 1959 w swojej rodzinnej archidiecezji Glasgow. Przez 20 lat wykładał w seminarium duchownym w Aberdeen. W 1986 został inkardynowany do diecezji Aberdeen. Pełnił w niej funkcje m.in. wikariusza regionalnego oraz członka kurialnych komisji ds. finansów oraz ds. edukacji.
W 2002 został tymczasowym administratorem diecezji. 13 października 2003 papież Jan Paweł II mianował go jej ordynariuszem. Sakry udzielił mu 1 grudnia 2003 arcybiskup metropolita Glasgow Mario Conti. W kwietniu 2010 osiągnął biskupi wiek emerytalny (75 lat) i zgodnie z prawem kanonicznym przedłożył papieżowi swoją rezygnację, jednak Benedykt XVI przedłużył jego posługę o ponad rok, do 4 czerwca 2011. Od tego czasu pozostaje biskupem seniorem diecezji.